# Изола д'Асти
Изола д'Асти (на италиански: Isola d'Asti) е село и община в Северна Италия. Разположен е в област (регион) Пиемонт на провинция Асти. Население 2116 жители по данни на преброяването през 2007 г.

## Личности
В Изола д'Асти е роден италианския кардинал Анджело Содано.